# 1954年の日本
1954年の日本（1954ねんのにほん）では、1954年（昭和29年）の日本の出来事・流行・世相などについてまとめる。

## できごと
- 1月：（造船疑獄）
- 1月2日：一般参賀に訪れた参賀者が二重橋で殺到し折り重なって転倒、16人が死亡し60人が重軽傷を負った。[1]
- 1月20日：戦後初の地下鉄の新路線である営団丸ノ内線が開業。
- 1月24日：（ラストヴォロフ事件）
- 2月17日：（三里塚事件）
- 2月28日：鞆鉄道がこの日限りで廃止。
- 3月1日：【第五福竜丸事件】マーシャル諸島近海で操業していた静岡県焼津港のマグロ漁船「第五福竜丸」がアメリカ軍によるビキニ環礁での水爆実験で発生した放射性降下物を浴び、乗組員全員が被爆。
- 3月7日：（奈良硫酸事件）
- 3月10日：（島田事件）
- 3月15日：宮原線宝泉寺駅 - 肥後小国駅間開業。
- 3月30日：可部線布駅 - 加計駅間開業。
- 4月1日：名鉄豊川市内線（現・豊川線）市役所前駅（現・諏訪町駅） - 稲荷口駅間開業。
- 4月1日から4月7日：第26回選抜高等学校野球大会。優勝は飯田長姫（長野県）。
- 4月29日：（文京区小2女児殺害事件）
- 4月29日から1954年6月1日：（京都旭丘中学事件）
- 6月3日：改正警察法案の成立のための会期延長をめぐる衆院本会議において、議長を入場させようとする自由党と阻止をもくろむ社会党で乱闘が発生した。[2]（警察法#1954年（昭和29年）警察法改正に伴う乱闘国会）
- 6月22日から7月21日：（カービン銃ギャング事件）
- 8月1日：立山開発鉄道粟巣野駅 - 千寿ヶ原駅（現・立山駅）間開業。
- 8月13日から8月22日：第36回全国高等学校野球選手権大会（夏の甲子園）。宮崎県の高鍋が宮崎県勢として初めて夏の甲子園に出場し、米軍政下にあった沖縄を除く全46都道府県勢すべてに夏の甲子園出場校が存在することになった。優勝は中京商（愛知県）。
- 9月3日：（山口組と谷崎組の抗争事件）
- 9月10日：名鉄鏡島線鏡島駅 - 西鏡島駅間開業。
- 9月18日：（佐賀県議会事件）
- 9月23日：【第五福竜丸事件】3月1日にビキニ環礁付近でアメリカ軍の水爆実験により被爆した「第五福竜丸」の無線長の久保山愛吉が死去した。[3]
- 9月26日：青函連絡船上り第4便「洞爺丸」が函館を出港後、暴風により航行不能になり座礁、転覆沈没した。死者・行方不明者は1155人、生存者は150余人だった。[4]（洞爺丸事故）
- 9月26日から11月17日：吉田茂首相が7か国を歴訪した。政局打開のの思惑があったが、具体的な成果はなかった。[5]
- 10月：（新関税法違反事件）
- 10月8日：相模湖の遊覧船「内郷丸」が沈没し、修学旅行中の生徒22人が水死した。定員35人のところ、78人を乗船させていた。[6]
- 10月10日：（茨城・徳宿村精米業一家殺害事件）
- 10月26日：山口県吉敷郡大内村仁保で農家の一家6人が殺害される事件が発生。のちに被疑者が逮捕されたが冤罪となった。
- 10月30日：中国赤十字社会長の李徳全ら13人の代表団が、中国に戦犯として残留している人たちの釈放・帰還のため、来日した。国会決議や中国側の積極的態度により11月30日に533人が帰国した。[7]
- 11月：（日興連汚職事件）
- 11月7日：日本シリーズでセ・リーグ優勝の中日がパ・リーグ優勝の西鉄を破り日本一となる。
- 11月18日：（人違いバラバラ殺人事件）
- 11月20日：函館市電亀田（後のガス会社前） - 鉄道工場前間延伸開業。
- 12月：（謎のニセ札事件）
- 12月7日：第5次吉田内閣が総辞職し、同月9日に第1次鳩山一郎内閣が成立した。[8]
- 12月22日：蔵前国技館にて木村政彦対力道山の日本プロレス選手権試合が開催され、力道山が木村をKOし勝利。
- 12月25日：名鉄豊川市内線稲荷口駅 - 新豊川駅（現：豊川稲荷駅）間が開業し、路線名を豊川線に改称。
- （日鋼室蘭争議）
- （龍田寮事件）

## 誕生
誕生した事に特筆性のある人物等（世襲制の跡継ぎや動物の繁殖例など）を記載しています。
それ以外については、1954年生まれの一覧やCategory:1954年生を参照してください。

## 死去
年末年始の新聞などの振り返り記事を元に代表的な人物を取り上げています。
それ以外については、一覧記事やCategory:1954年没を参照してください。